# 15869 Tullius
15869 Tullius este o planetă minoră (asteroid) din centura de asteroizi. A fost descoperită pe 8 august 1996 la osservatorio Colleverde di Guidonia⁠(d) de Vincenzo Silvano Casulli⁠(d) și a fost numită după Tullus Hostilius. 
Obiectul prezintă o orbită caracterizată de o semiaxă mare de 2,632252 UAi, o excentricitate de 0,18, o înclinație de 12,15175 ° în raport cu ecliptica.